# Cursus

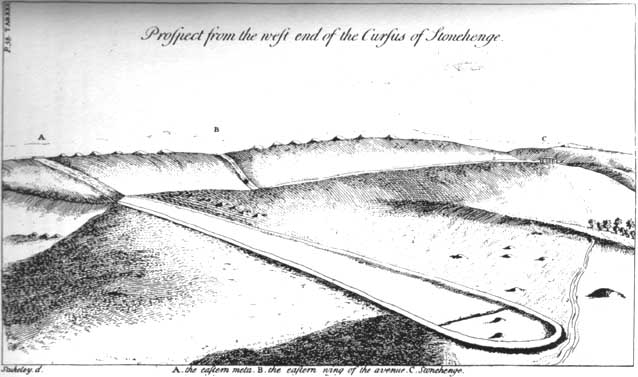
Cursus de Stonehenge, dibujado por William Stukeley en 1740.

Cursus fue el nombre dado por los primeros arqueólogos británicos, tales como William Stukeley, a los grandes montículos de tierra paralelos con zanjas externas, que ellos pensaban eran antiguas pistas romanas de carreras, de ahí el nombre latino cursus, que significa "carrera". Actualmente se cree que son construcciones neolíticas y representan algunas de las más antiguas estructuras monumentales prehistóricas de las islas británicas; los cursus pueden haber tenido una función ceremonial.

## Descripción
Varían en longitud desde 50 metros a casi 10 kilómetros y la distancia entre los movimientos de tierra paralelos puede ser de hasta 100 metros. Los bancos en los extremos terminales encierran el cursus.
Es extraño encontrar elementos de la época y tradicionalmente se ha pensado que los cursus fueron utilizados como avenidas procesionales. A menudo se alinean respeto a la posición de túmulos alargados y túmulos de montículo preexistentes y parecen ignorar las dificultades del terreno. El Cursus de Dorset, el mayor ejemplo conocido, cruza un río y tres valles a lo largo de su discurrir a través de Cranborne Chase. Se ha conjeturado que se utilizaron en rituales relacionados con el culto a los antepasados, que siguen las alineaciones astronómicas o que sirvieron como zonas de amortiguamiento entre el medio y la ocupación ceremonial. Estudios más recientes han revaluado la interpretación original y argumentan que en realidad eran utilizados para las competiciones ceremoniales. Los hallazgos de puntas de flechas en los extremos terminales sugieren que el tiro con arco y la caza eran importantes para los constructores y que la duración del cursus puede haber reflejado su uso como campo de pruebas para los jóvenes que llegaban a la edad adulta. Existen paralelismos antropológicos para esta interpretación.

## Principales ejemplos
Los ejemplos incluyen los cuatro cursuses en Rudston (Yorkshire), en Fornham All Saints (Suffolk), el Cleaven Dyke en Perthshire y el cursus de Dorset. Un ejemplo notable es el cursus de Stonehenge, a la vista del círculo de piedra más famoso, en tierras pertenecientes al entorno de Stonehenge del National Trust.

## Identificación por fotografía aérea
Numerosos ejemplos de cursus son conocidos y la disciplina de arqueología aérea es el método más eficaz para determinar tales características después de miles de años de erosión y los daños por el cultivo de las tierras. Algunos cursus sólo han sido identificados a través de un primer avistamiento de cropmarks visibles con el reconocimiento aéreo, por ejemplo, los cropmarks en el Fetteresso fueron el primer indicio de un cursus en ese lugar en Aberdeenshire, Escocia.